# 地皮消
地皮消（学名：Pararuellia delavayana）是爵床科地皮消属的植物，为中国的特有植物。分布在中国大陆的四川、云南、贵州等地，生长于海拔750米至3,000米的地区，多生在山地草坡及疏林下，目前尚未由人工引种栽培。

## 别名
莲楠草（海南植物志）

## 异名
- Pararuellia drymphilla (Diels) C. Y. Wu et H. S. Lo